# Décès en août 2020
Décès
- 2016
- 2017
- 2018
- 2019
- 2020
- 2021
- 2022
- 2023
- 2024

Pour une information complémentaire, voir la page d'aide.

| Date     | Nom                            | Activités | Âge   | Source |
| -------- | ------------------------------ | --- | ----- | ------ |
| 1er août | Leonardo Bragaglia             | Acteur écrivain et metteur en scène italien.                                                                                 | 88    | (it)   |
| 1er août | Wilford Brimley                | Acteur américain. | 85    | (en)   |
| 1er août | Emil Ciocoiu                   | Peintre et photographe roumain.                                                                                              | 71    | (ro)   |
| 1er août | André Darrieussecq             | Joueur français de rugby à XV.                                                                                               | 73    |        |
| 1er août | Rickey Dixon                   | Joueur américain de football américain.                                                                                      | 53    | (en)   |
| 1er août | Alex Dupont                    | Joueur puis entraîneur français de football.                                                                                 | 66    |        |
| 1er août | Alexandre Keresztessy          | Réalisateur hongrois. | 81    |        |
| 1er août | Vitold Kreyer                  | Athlète de triple saut soviétique puis russe, médaillé de bronze aux Jeux olympiques d'été de 1956 et 1960.                  | 87    | (ru)   |
| 1er août | Reni Santoni                   | Acteur américain. | 82    | (en)   |
| 1er août | Hélène d'Almeida-Topor         | Historienne et universitaire française.                                                                                      | 87    |        |
| 2 août   | Saïd Amara                     | Joueur puis entraîneur algérien de football.                                                                                 | 87    |        |
| 2 août   | Gregory Areshian               | Archéologue et historien soviétique, arménien puis américain.                                                                | 71    | (en)   |
| 2 août   | Marie-Hélène Descamps          | Femme politique et journaliste française.                                                                                    | 82    |        |
| 2 août   | Leon Fleisher                  | Pianiste et chef d'orchestre américain.                                                                                      | 92    | (en)   |
| 2 août   | Jean-Louis Leonetti            | Footballeur français. | 82    |        |
| 2 août   | Zhaqsylyq Üshkempirov          | Lutteur de gréco-romaine soviétique puis kazakh, champion olympique aux Jeux olympiques d'été de 1980.                       | 69    | (en)   |
| 3 août   | Carmine Benincasa              | Historien d'art, commissaire d'exposition, écrivain et critique d'art italien.                                               | 73    | (it)   |
| 3 août   | M'hamed Benredouane            | Homme politique algérien. | 69    |        |
| 3 août   | Ernesto Brambilla              | Pilote de moto et d'automobile italien.                                                                                      | 86    | (it)   |
| 3 août   | Philippe Frémeaux              | Journaliste économique et éditorialiste français.                                                                            | 70    |        |
| 3 août   | Billy Goldenberg               | Compositeur américain. | 84    | (en)   |
| 3 août   | Shirley Ann Grau               | Écrivaine américaine. | 91    | (en)   |
| 3 août   | John Hume                      | Homme politique nord-irlandais.                                                                                              | 83    |        |
| 3 août   | Pascal Martin                  | Journaliste et écrivain français.                                                                                            | 67/68 |        |
| 3 août   | Eduardo Márquez Obando         | Footballeur péruvien. | 76    | (es)   |
| 3 août   | Mohammad Reza Navaei           | Lutteur iranien. | 71    | (en)   |
| 3 août   | Adhe Tapontsang                | Résistante tibétaine. | 88    | (en)   |
| 3 août   | Isabelle Weingarten            | Actrice, mannequin et photographe française.                                                                                 | 70    |        |
| 4 août   | Frances Allen                  | Informaticienne américaine.                                                                                                  | 88    | (en)   |
| 4 août   | Jean-Paul Grangaud             | Pédiatre et professeur d'université algérien.                                                                                | 82    |        |
| 4 août   | Moustapha Sourang              | Homme politique sénégalais.                                                                                                  | 71    |        |
| 4 août   | Ilse Uyttersprot               | Femme politique belge. | 53    |        |
| 4 août   | Sergio Zavoli                  | Journaliste économique et homme politique italien.                                                                           | 96    | (it)   |
| 5 août   | Hawa Abdi                      | Gynécologue et militante des droits de l'Homme somalienne.                                                                   | 73    | (en)   |
| 5 août   | Claudine Cassereau             | Mannequin français. Miss France 1972.                                                                                        | 66    |        |
| 5 août   | Pete Hamill                    | Journaliste et romancier américain.                                                                                          | 85    | (en)   |
| 5 août   | Agáthonas Iakovídis            | Chanteur grec. | 65    | (en)   |
| 5 août   | Stefan Majer                   | Joueur et entraîneur de basket-ball polonais.                                                                                | 90    | (pl)   |
| 5 août   | Philippe Mongin                | Économiste français. | 70    |        |
| 5 août   | Pierre Robin                   | Ingénieur aéronautique et concepteur d'avions français.                                                                      | 92    |        |
| 5 août   | Blanca Rodríguez               | Avocate et femme d'État vénézuélienne.                                                                                       | 94    | (es)   |
| 5 août   | Bernard Stiegler               | Philosophe français. | 68    |        |
| 5 août   | Frédéric Jacques Temple        | Écrivain et poète français.                                                                                                  | 98    |        |
| 5 août   | Ivanka Vancheva                | Athlète de lancers de javelot bulgare.                                                                                       | 66    | (en)   |
| 5 août   | Aritana Yawalapiti             | Cacique et écologiste brésilien.                                                                                             | 71    |        |
| 6 août   | Wilbert McClure                | Boxeur américain, champion olympique aux Jeux olympiques d'été de 1960.                                                      | 81    | (en)   |
| 6 août   | Louis Meznarie                 | Préparateur motocyclette et automobile français.                                                                             | 90    |        |
| 6 août   | Judit Reigl                    | Peintre hongroise puis française.                                                                                            | 97    | /      |
| 6 août   | Paul Schaffer                  | Électronicien et industriel français.                                                                                        | 95    |        |
| 6 août   | Brent Scowcroft                | Officier américain. | 95    | (en)   |
| 6 août   | Apisai Tora                    | Syndicaliste et homme politique fidjien.                                                                                     | 86    | (en)   |
| 6 août   | Pierre Viot                    | Haut fonctionnaire français.                                                                                                 | 95    |        |
| 6 août   | Nikolai van der Heyde          | Réalisateur et scénariste néerlandais.                                                                                       | 84    | (de)   |
| 7 août   | Bernard Bailyn                 | Historien américain. | 97    | (en)   |
| 7 août   | Boris Bobrinskoy               | Théologien français. | 95    |        |
| 7 août   | Naima El Bezaz                 | Écrivaine néerlandaise. | 46    | (nl)   |
| 7 août   | Jean Gandois                   | Chef d'entreprise français.                                                                                                  | 90    |        |
| 7 août   | Michael Ojo                    | Basketteur professionnel américo-nigérian.                                                                                   | 27    | (en)   |
| 7 août   | Lê Khả Phiêu                   | Homme politique vietnamien.                                                                                                  | 88    | (en)   |
| 7 août   | Adin Steinsaltz                | Rabbin israélien. | 83    | (en)   |
| 7 août   | Jean Stewart                   | Nageuse néo-zélandaise, médaillée de bronze aux Jeux olympiques d'été de 1952.                                               | 89    | (en)   |
| 7 août   | Fred Stillkrauth               | Acteur allemand. | 81    | (de)   |
| 7 août   | Guennadi Touretski             | Entraîneur russe de natation.                                                                                                | 71    |        |
| 8 août   | Pedro Casaldáliga              | Évêque catholique espagnol, naturalisé brésilien.                                                                            | 92    | (pt)   |
| 8 août   | Guy Hauray                     | Champion français d'arts martiaux puis commentateur sportif.                                                                 | 77    |        |
| 8 août   | Konrad Steffen                 | Glaciologue américano-suisse.                                                                                                | 68    | (de)   |
| 9 août   | Rachid Belhout                 | Joueur puis entraîneur algérien de football.                                                                                 | 76    |        |
| 9 août   | Martin Birch                   | Producteur britannique. | 71    | (en)   |
| 9 août   | Anna Maria Bottini             | Actrice italienne. | 104   | (it)   |
| 9 août   | Jean-Louis Ferrary             | Historien français. | 72    |        |
| 9 août   | Kamala                         | Catcheur américain. | 70    | (en)   |
| 9 août   | Nouria Kazdarli                | Actrice algérienne. | 99    |        |
| 9 août   | Kurt Luedtke                   | Scénariste américain. | 80    | (en)   |
| 9 août   | Kemal Özçelik                  | Cavalier de concours complet turc.                                                                                           | 98    | (en)   |
| 9 août   | Franca Valeri                  | Actrice et scénariste italienne.                                                                                             | 100   | (it)   |
| 9 août   | Laurent Vicomte                | Auteur de bande dessinée français.                                                                                           | 64    |        |
| 9 août   | Zaōnishiki Toshimasa           | Lutteur de sumo japonais. | 67    | (ja)   |
| 10 août  | Waldemar Bastos                | Chanteur angolais. | 66    |        |
| 10 août  | Silvana Bosi                   | Actrice italienne. | 86    | (it)   |
| 10 août  | Pierre Decazes                 | Acteur français. | 88    |        |
| 10 août  | Imre Farkas                    | Céiste hongrois, médaillé de bronze aux Jeux olympiques d'été de 1956 et aux Jeux olympiques d'été de 1960.                  | 85    | (en)   |
| 10 août  | Vladica Popović                | Footballeur et ensuite entraîneur yougoslave puis serbe, médaillé d'argent aux Jeux olympiques d'été de 1956.                | 85    | (es)   |
| 10 août  | Tetsuya Watari                 | Acteur, producteur et chanteur japonais.                                                                                     | 78    | (en)   |
| 11 août  | Salah Chaoua                   | Joueur tunisien de football.                                                                                                 | 73    |        |
| 11 août  | Gaspard Hons                   | Poète belge. | 82    |        |
| 11 août  | Kiraz                          | Dessinateur de presse français.                                                                                              | 96    |        |
| 11 août  | Russell Kirsch                 | Ingénieur américain. | 91    | (en)   |
| 11 août  | Trini Lopez                    | Chanteur et musicien américain.                                                                                              | 83    | (en)   |
| 11 août  | Sumner Redstone                | Homme d'affaires américain.                                                                                                  | 97    | (en)   |
| 11 août  | Waldemar de Schaumbourg-Lippe  | Aristocrate allemand. | 79    | (da)   |
| 11 août  | Michel Van Aerde               | Cycliste sur route belge. | 86    | (nl)   |
| 11 août  | Belle du Berry                 | Chanteuse française. | 54    |        |
| 11 août  | Édouard de Lépine              | Historien et homme politique martiniquais.                                                                                   | 88    |        |
| 12 août  | Josef Bulva                    | Pianiste luxembourgeois. | 77    | (de)   |
| 12 août  | Carlos Burity                  | Chanteur angolais. | 67    |        |
| 12 août  | François-Mathurin Gourvès      | Évêque français. | 91    |        |
| 12 août  | Gergely Kulcsár                | Athlète de lancers hongrois, médaillé de bronze aux Jeux olympiques d'été de 1960 et 1968 ainsi que d'argent à ceux de 1964. | 86    | (en)   |
| 12 août  | Igor Markovitch Efimov         | Écrivain, philosophe et historien soviétique puis russe.                                                                     | 83    |        |
| 12 août  | Howard Mudd                    | Joueur de foot.U.S. puis entraîneur américain.                                                                               | 78    | (en)   |
| 13 août  | Pavol Biroš                    | Joueur de football tchécoslovaque.                                                                                           | 67    | (sk)   |
| 13 août  | Michel Dumont                  | Acteur canadien. | 79    |        |
| 13 août  | Jacques Faivre                 | Footballeur français. | 87    |        |
| 13 août  | Bernd Fischer                  | Mathématicien allemand. | 83    | (de)   |
| 13 août  | Steve Grossman                 | Saxophoniste de jazz et jazz-rock fusion américain.                                                                          | 69    |        |
| 13 août  | Luchita Hurtado                | Peintre, lithographe et graveuse américano-vénézuélienne.                                                                    | 99    | (en)   |
| 13 août  | Gulnazar Keldi                 | Poète, écrivain et journaliste soviétique puis tadjik.                                                                       | 74    | (ru)   |
| 14 août  | Julian Bream                   | Guitariste et luthiste britannique.                                                                                          | 87    |        |
| 14 août  | Dan Budnik                     | Photographe américain. | 87    | (en)   |
| 14 août  | Angela Buxton                  | Joueuse britannique de tennis.                                                                                               | 85    | (en)   |
| 14 août  | Ewa Demarczyk                  | Chanteuse polonaise. | 79    | (pl)   |
| 14 août  | Tom Forsyth                    | Joueur puis entraîneur britannique de football.                                                                              | 71    | (en)   |
| 14 août  | Ernst Jean-Joseph              | Joueur puis entraîneur haïtien de football.                                                                                  | 72    |        |
| 14 août  | Kenneth Kunen                  | Mathématicien américain. | 77    | (en)   |
| 14 août  | Linda Manz                     | Actrice américaine. | 58    | (en)   |
| 14 août  | Joe Norton                     | Homme politique canadien. | 70    |        |
| 14 août  | Kalevi Oikarainen              | Fondeur finlandais, médaillé de bronze aux Jeux olympiques d'hiver de 1968.                                                  | 84    | (fi)   |
| 14 août  | Ferenc Petrovácz               | Tireur sportif hongrois. | 76    | (hu)   |
| 14 août  | John Talbut                    | Joueur puis entraîneur anglais de football.                                                                                  | 79    | (en)   |
| 14 août  | James R. Thompson              | Avocat et homme politique américain.                                                                                         | 84    | (en)   |
| 14 août  | Pete Way                       | Musicien et compositeur britannique.                                                                                         | 69    | (en)   |
| 15 août  | Stuart Christie                | Linguiste, traducteur et anarchiste britannique.                                                                             | 74    | (en)   |
| 15 août  | Antoine Forgeot                | Moine bénédictin français, abbé de Fontgombault (1977-2011).                                                                 | 86    |        |
| 15 août  | Richard Gwyn                   | Journaliste et écrivain canadien.                                                                                            | 86    | (en)   |
| 15 août  | Robert Trump                   | Promoteur immobilier et cadre d'entreprise américain.                                                                        | 71    | (en)   |
| 16 août  | Hervé Blanc                    | Acteur français. | 65    |        |
| 16 août  | Nikolaï Goubenko               | Acteur, réalisateur et scénariste soviétique puis russe.                                                                     | 78    | (en)   |
| 16 août  | John Jirus                     | Catcheur américain. | 42    | (en)   |
| 16 août  | Charles Porter                 | Athlète australien, médaillé d'argent aux Jeux olympiques d'été de 1956.                                                     | 84    | (en)   |
| 16 août  | Jean-Michel Savéant            | Chimiste français. | 86    |        |
| 16 août  | Pierre-Yves Trémois            | Dessinateur, peintre, graveur et sculpteur français.                                                                         | 99    |        |
| 16 août  | Ornella Volta                  | Musicologue italienne. | 93    |        |
| 17 août  | Ali Chaouch                    | Homme politique tunisien. | 72    |        |
| 17 août  | Folke Alnevik                  | Athlète suédois. | 100   | (sv)   |
| 17 août  | Mário de Araújo Cabral         | Pilote de Formule1 portugais.                                                                                                | 86    | (pt)   |
| 17 août  | Jasraj                         | Chanteur indien. | 90    | (en)   |
| 17 août  | Nina Kraft                     | Triathlète allemande. | 51    | (en)   |
| 17 août  | Claude Laverdure               | Dessinateur de bande dessinée belge.                                                                                         | 73    | (en)   |
| 18 août  | Glenn Bassett                  | Joueur de tennis américain.                                                                                                  | 93    | (en)   |
| 18 août  | Richard Biefnot                | Homme politique belge. | 71    |        |
| 18 août  | Ben Cross                      | Acteur britannique. | 72    | (en)   |
| 18 août  | Mariolina De Fano              | Actrice italienne. | 79    | (it)   |
| 18 août  | Gheorghe Dogărescu             | Handballeur roumain, médaillé de bronze aux Jeux olympiques d'été de 1984.                                                   | 60    | (ro)   |
| 18 août  | Dale Hawerchuk                 | Joueur canadien de hockey sur glace.                                                                                         | 57    | (en)   |
| 18 août  | Rontrose Heathman              | Guitariste américain. |       | (en)   |
| 18 août  | Wojciech Karpiński             | Écrivain polonais. | 77    | (pl)   |
| 18 août  | Cesare Romiti                  | Homme d'affaires italien. | 97    | (it)   |
| 18 août  | Jack Sherman                   | Guitariste américain. | 64    | (en)   |
| 18 août  | Hal Singer                     | Saxophoniste américain. | 100   |        |
| 19 août  | Slade Gorton                   | Homme politique américain.                                                                                                   | 92    | (en)   |
| 19 août  | Helmut Hubacher                | Homme politique suisse. | 94    | (de)   |
| 19 août  | Atzo Nicolaï                   | Homme politique néerlandais.                                                                                                 | 60    | (nl)   |
| 19 août  | Borys Paton                    | Scientifique soviétique puis ukrainien.                                                                                      | 101   | (ru)   |
| 19 août  | François van Hoobrouck d'Aspre | Homme politique et bourgmestre belge.                                                                                        | 86    |        |
| 19 août  | Riham Yakoub                   | Médecin et militante des droits de l'homme irakienne.                                                                        | 28    |        |
| 19 août  | Masakazu Yamazaki              | Écrivain et critique littéraire japonais.                                                                                    | 86    | (en)   |
| 19 août  | Bernard Zimmern                | Homme d'affaires français.                                                                                                   | 90    |        |
| 20 août  | Frankie Banali                 | Musicien américain. | 66    | (en)   |
| 20 août  | Branko Kostić                  | Homme politique yougoslave puis monténégrin.                                                                                 | 80    | (sr)   |
| 21 août  | Hammadi Agrebi                 | Footballeur international tunisien.                                                                                          | 69    |        |
| 21 août  | Aldo Aureggi                   | Fleurettiste italien, médaillé d'argent aux Jeux olympiques d'été de 1960.                                                   | 88    | (it)   |
| 21 août  | Mohamed Gueddiche              | Médecin tunisien. | 78    |        |
| 21 août  | François Joxe                  | Acteur, metteur en scène, auteur de théâtre et artiste peintre français.                                                     | 80    |        |
| 21 août  | Walter Lure                    | Guitariste américain. | 71    | (en)   |
| 21 août  | Ken Robinson                   | Écrivain britannique. | 70    | (en)   |
| 21 août  | Miron Sher                     | Joueur d'échecs et entraîneur soviétique puis russe et ensuite américain.                                                    | 68    | (en)   |
| 21 août  | Tomasz Tomiak                  | Rameur polonais, médaillé de bronze aux Jeux olympiques d'été de 1992.                                                       | 52    | (pl)   |
| 22 août  | Jean-Marie Brochu              | Prêtre et philanthrope canadien.                                                                                             | 94    |        |
| 22 août  | Emil Jula                      | Footballeur roumain. | 40    | (de)   |
| 22 août  | Pierre Maresca                 | Homme politique français. | 79    |        |
| 22 août  | Sandro Mazzinghi               | Boxeur italien. | 81    | (it)   |
| 22 août  | Joseph Mirando                 | Coureur cycliste français.                                                                                                   | 89    |        |
| 22 août  | Pedro Nájera                   | Footballeur puis entraîneur mexicain.                                                                                        | 91    | (es)   |
| 22 août  | Ulla Pia                       | Chanteuse danoise. | 75    | (da)   |
| 22 août  | Allan Rich                     | Acteur américain. | 94    | (en)   |
| 23 août  | Micheline Banzet-Lawton        | Journaliste et productrice française. Co-animatrice de La Cuisine des Mousquetaires.                                         | 97    |        |
| 23 août  | Augusto Caminito               | Réalisateur, scénariste et producteur italien.                                                                               | 81    | (it)   |
| 23 août  | Benny Chan                     | Réalisateur chinois. | 58    | (zh)   |
| 23 août  | Justin Townes Earle            | Auteur-compositeur-interprète américain.                                                                                     | 38    | (en)   |
| 23 août  | Rolf Gohs                      | Auteur de bande dessinée suédois.                                                                                            | 86    | (en)   |
| 23 août  | Maria Janion                   | Historienne polonaise. | 93    | (pl)   |
| 23 août  | Peter King                     | Saxophoniste, clarinettiste et compositeur de jazz britannique.                                                              | 80    | (en)   |
| 23 août  | Dieter Krause                  | Kayakiste allemand, champion olympique aux Jeux olympiques d'été de 1960.                                                    | 84    | (de)   |
| 23 août  | Lori Nelson                    | Actrice américaine. | 87    | (en)   |
| 23 août  | Charli Persip                  | Batteur américain de jazz.                                                                                                   | 91    |        |
| 23 août  | Yánnis Poulópoulos             | Auteur-compositeur-interprète grec.                                                                                          | 79    | (en)   |
| 23 août  | Valentina Prudskova            | Escrimeuse soviétique puis russe, championne et médaillée d'argent olympique (1960, 1964).                                   | 81    | (ru)   |
| 23 août  | Luigi Serafini                 | Basketteur italien. | 69    | (it)   |
| 24 août  | Robbe De Hert                  | Réalisateur belge. | 77    | (nl)   |
| 24 août  | Chitta Ranjan Dutta            | Militaire bangladais, indien et pakistanais.                                                                                 | 93    | (nl)   |
| 24 août  | Nancy Guptill                  | Femme politique canadienne.                                                                                                  | 79    | (en)   |
| 24 août  | Touria Jebrane Kryatif         | Actrice et femme politique marocaine.                                                                                        | 67    |        |
| 24 août  | Arrigo Levi                    | Journaliste et essayiste italien.                                                                                            | 94    | (it)   |
| 24 août  | Pascal Lissouba                | Homme d'État congolais. | 88    |        |
| 24 août  | Jean Mauriac                   | Journaliste et écrivain français.                                                                                            | 96    |        |
| 24 août  | Gail Sheehy                    | Journaliste et écrivain américaine.                                                                                          | 83    | (en)   |
| 24 août  | Wolfgang Uhlmann               | Joueur d'échecs allemand. | 85    | (de)   |
| 24 août  | Paul Wolfisberg                | Footballeur puis entraîneur de football suisse.                                                                              | 87    |        |
| 25 août  | Laurent Akran Mandjo           | Prélat catholique ivoirien.                                                                                                  | 79    |        |
| 25 août  | Georges Bœuf                   | Saxophoniste et compositeur français.                                                                                        | 82    |        |
| 25 août  | Mick Hart                      | Auteur-compositeur-interprète australien.                                                                                    | 50    | (en)   |
| 25 août  | Mónica Jiménez                 | Femme politique chilienne.                                                                                                   | 79    | (es)   |
| 25 août  | Yvon Le Corre                  | Peintre et navigateur français.                                                                                              | 80    |        |
| 25 août  | Tim Renton                     | Homme politique britannique.                                                                                                 | 88    | (en)   |
| 25 août  | Hippolyte Simon                | Archevêque français. | 76    |        |
| 26 août  | Gerald Carr                    | Astronaute américain. | 88    | (en)   |
| 26 août  | André-Paul Duchâteau           | Journaliste, nouvelliste et scénariste belge.                                                                                | 95    |        |
| 26 août  | Adrien Gouteyron               | Homme politique français. | 87    |        |
| 26 août  | Stuart Hailstone               | Joueur de squash sud-africain.                                                                                               | 58    | (en)   |
| 26 août  | Masahiro Koishikawa            | Astronome japonais | 68    | (ja)   |
| 26 août  | Dirk Mudge                     | Homme politique namibien. | 92    | (en)   |
| 26 août  | Martin O'Neill                 | Homme politique écossais. | 75    | (en)   |
| 26 août  | Jean Rosenthal                 | Traducteur français. | 97    |        |
| 26 août  | Joe Ruby                       | Producteur de télévision et scénariste américain.                                                                            | 87    | (en)   |
| 26 août  | Bernard Sapoval                | Physicien français. | 83    |        |
| 26 août  | Dan Yochum                     | Joueur américain de football canadien.                                                                                       | 70    | (en)   |
| 27 août  | Siah Armajani                  | Sculpteur et architecte américain.                                                                                           | 81    | (ar)   |
| 27 août  | Bob Armstrong                  | Catcheur américain. | 80    | (en)   |
| 27 août  | Claude De Bruyn                | Personnalité belge. | 76    |        |
| 27 août  | Jean-Michel Goutier            | Poète, performeur et essayiste français.                                                                                     | 85    |        |
| 27 août  | László Kamuti                  | Escrimeur hongrois. | 80    |        |
| 27 août  | Lute Olson                     | Basketteur puis entraîneur américain.                                                                                        | 85    | (en)   |
| 27 août  | Ebru Timtik                    | Avocate turque. | 41/42 | (en)   |
| 28 août  | Chadwick Boseman               | Acteur américain. | 43    |        |
| 28 août  | Jean-Pierre Dickès             | Médecin, historien local, éditeur, essayiste et missionnaire catholique français.                                            | 77/78 |        |
| 28 août  | Assar Lindbeck                 | Économiste suédois. | 90    | (en)   |
| 28 août  | Antoinette Spaak               | Femme politique belge. | 92    |        |
| 28 août  | Catherine d'Ovidio             | Joueuse de bridge française.                                                                                                 | 61    |        |
| 29 août  | Fritz Chervet                  | Boxeur suisse. | 77    |        |
| 29 août  | Sivaramakrishna Iyer Padmavati | Cardiologue indienne. | 103   | (en)   |
| 29 août  | Clifford Robinson              | Basketteur américain. | 53    | (en)   |
| 30 août  | Régis Forissier                | Réalisateur de cinéma et de télévision français.                                                                             | 91    |        |
| 30 août  | Jacques Galipeau               | Acteur canadien. | 96    |        |
| 30 août  | Marguerite Harl                | Helléniste, traductrice, directrice de collection et professeure d’université française.                                     | 101   |        |
| 30 août  | Jean Vezin                     | Bibliothécaire et historien médiéviste français.                                                                             | 87    |        |
| 31 août  | Nina Bocharova                 | Gymnaste soviétique puis ukrainienne, médaillée aux Jeux olympiques d'été de 1952.                                           | 95    | (uk)   |
| 31 août  | Pascal Kané                    | Cinéaste et critique de cinéma français.                                                                                     | 74    |        |
| 31 août  | Édouard Karemera               | Homme politique rwandais. | 69    |        |
| 31 août  | Jean-Baptiste Mendy            | Boxeur français. | 57    |        |
| 31 août  | Pranab Mukherjee               | Homme d'État indien. | 84    |        |
| 31 août  | Tom Seaver                     | Joueur américain de baseball.                                                                                                | 75    |        |
| 31 août  | John Thompson                  | Entraîneur de basket-ball américain.                                                                                         | 78    |        |
| 31 août  | Gérard Worms                   | Banquier et homme d'affaires français.                                                                                       | 84    |        |
| 31 août  | Fritz d'Orey                   | Pilote de courses automobile brésilien.                                                                                      | 82    | (pt)   |